# Dragon Ball Z: Budokai
Dragon Ball Z: Budokai (武道会) é um game de luta em 3D lançado para PS2 (novembro de 2002) e para Gamecube (outubro de 2003) que reúne todos os principais lutadores da franquia Dragon Ball entre as sagas Saiyajin (Nappa e Vegeta), Namek (Freeza) e Andróides (Cell). O game conta com mais de 20 personagens e mais de 5 cenários todos baseados nos principais eventos da série. O game, apesar de não ter sido tão bem-recebido pelos críticos, fez um enorme sucesso de vendas (mais de 1 milhão só o primeiro).

## Recepção
Budokai recebeu críticas mais negativas do que positivas. No gamespot.com, deram 6,9 de 10 alegando péssimos controles e pouca agilidade. A revista Nintendo World, deu nota 7,0 de 10 criticando principalmente a simplicidade dos controles, do Modo Tournament e péssima jogabilidade, embora comentem bem sobre a parte gráfica e a quantidade de personagens, foi bem recebido pela Animação 3D narrando a história original.